# Olaf Gulbransson
Olaf Gulbransson (Oslo, 26 de mayo de 1873 - Tegernsee, Alemania, 18 de septiembre de 1958) fue un artista, pintor y dibujante noruego. Es conocido sobre todo por sus caricaturas e ilustraciones. 

## Biografía
Desde 1890, trabajó para muchas revistas noruegas, como Tyrihans, Pluk, Paletten, Fluesoppen, Sfinx y Trangviksposten (1899-1901). En 1902 se trasladó a Alemania para trabajar para la revista satírica Simplicissimus  en Múnich después de que el editor Albert Langen hubiera estado en contacto con el autor Bjørnstjerne Bjørnson buscando talento noruego. Con la publicidad incrementando la fama de Gulbransson, y aunque vivió en Alemania entre 1923 y 1927, dibujó para Tidens tegn en Oslo. 
En 1929 se convirtió en profesor en la academia de arte de Múnich. En 1933 la academia de arte de Berlín organizó una exposición especial para celebrar el 60.º aniversario de Gulbransson. La exposición fue clausurada por el partido nazi después de solo dos días. A pesar de ello, los editores de Simplicissimus Franz Schoenberner y Thomas Theodor Heine han señalado que Gulbransson cooperó con los nazis activamente a partir de 1933. En 1933 firmó una petición contra una interpretación de Wagner de Thomas Mann como "Europea" y "no nacional". Gulbransson ilustró muchos libros, incluyendo los infantiles Det var en gang (Érase una vez), que fue publicado simultáneamente en Noruega y Alemania en 1934, y Und so weiter (Etcétera) que fue publicado en Alemania en 1954. 
Las historietas de Gulbransson contienen una línea clara y precisa, y rechaza el arte de retrato en el estilo decorativo de la época. Fue conocido como uno de los más destacados caricaturistas del siglo por la mayoría de los noruegos. 
Gulbransson estuvo casado tres veces, la última con la sobrina de Bjørnstjerne Bjørnson, Dagny Bjørnson.

## Otros
En 2004 los artistas Lars Fiske y Steffen Kverneland publicaron el libro Olaf G., un libro de historietas retrospectivo sobre Olaf Gulbransson.